# Zellyka Arce
Zellyka Arce (* 28. Juli 1997 in Guadalajara, Jalisco) ist eine mexikanische Fußballspielerin, die vorwiegend im Mittelfeld agiert.

## Leben
Arce begann ihre Laufbahn bei Chivas Femenil, mit denen sie 2017 in der Eröffnungssaison der neu gegründeten Liga MX Femenil die mexikanische Frauenfußballmeisterschaft gewann.
Nach der Saison 2017/18 wechselte Arce zum Stadtrivalen Atlas Femenil, bei dem sie die nächsten fünf Jahre unter Vertrag stand.
Die Saison 2023/24 verbrachte Arce bei  Atlético San Luis Femenil und aktuell steht sie bei CF Monterrey Femenil unter Vertrag.